# Ministerstwo Leśnictwa i Przemysłu Drzewnego
Ministerstwo Leśnictwa i Przemysłu Drzewnego – polskie ministerstwo istniejące w latach 1956–1985, powołane z zadaniem zagospodarowania lasów, przemysłu drzewnego i ochrony przyrody. Minister był członkiem Rady Ministrów.
Ministerstwo miało siedzibę przy ulicy Wawelskiej 52/54 w Warszawie.

## Utworzenie urzędu
Na podstawie dekretu z 1956 r. o utworzeniu urzędu Ministra Leśnictwa i Przemysłu Drzewnego ustanowiono nowy urząd, który powstał w miejsce zniesionego urzędu Ministra Leśnictwa oraz urzędu Ministra Przemysłu Drzewnego i Papierniczego.

## Ministrowie
- Jan Dąb-Kocioł (1956–1961)
- Roman Gesing (1961–1970)
- Jerzy Popko (1970–1973)
- Tadeusz Skwirzyński (1973–1981)
- Waldemar Kozłowski (1981–1985)

## Zakres działania
Do zakresu działania Ministra Leśnictwa i Przemysłu Drzewnego należały sprawy:
- zagospodarowania i ochrony lasów;
- zalesienia nieużytków i zadrzewienia kraju;
- Państwowego Gospodarstwa Leśnego;
- przemysłu zapałczanego, papierniczego i innych przemysłów opartych na surowcu drzewnym;
- sprawy gospodarki drewnem;
- łowiectwa;
- ochrony przyrody.

Rada Ministrów określiła w drodze rozporządzenia szczegółowy zakres działania Ministra Leśnictwa i Przemysłu Drzewnego.
Pracownicy zatrudnieni w dniu wejścia w życie dekretu w Ministerstwie Leśnictwa i w Ministerstwie Przemysłu Drzewnego i Papierniczego oraz w ich organach terenowych przeszli do pracy w Ministerstwie Leśnictwa i Przemysłu Drzewnego i jego organach terenowych.

## Zniesienie urzędu
Na podstawie ustawy z 1985 r. o zmianach w organizacji oraz zakresie działania niektórych naczelnych i centralnych organów administracji państwowej utworzono urząd Ministra Ochrony Środowiska i Zasobów Naturalnych, do którego zostały przekazane sprawy ochrony przyrody objęte dotychczas zakresem działania Ministra Leśnictwa i Przemysłu Drzewnego oraz utworzono urząd Ministra Rolnictwa, Leśnictwa i Gospodarki Żywnościowej, do którego zostały przekazane sprawy gospodarki leśnej i ochrony lasów objęte dotychczas działaniem Ministra Leśnictwa i Przemysłu Drzewnego.